# لارس بيرغر
لارس بيرغر (بالنرويجية: Lars Berger)‏ (و. 1979  م) هو متسابق بياثل، ومتزحلق نرويجي، ولد في ليفانغر، شارك في الألعاب الأولمبية الشتوية 2010، والبطولة النرويجية للاتحاد العالمي للتزلج على الثلوج 2005 ‏، والتزلج الريفي في الألعاب الأولمبية الشتوية 2010 – رجال 4 × 10 كيلومتر تناوب ‏، والبطولة النرويجية للاتحاد العالمي للتزلج على الثلوج 2007 ‏.

## جوائز
حصل على جوائز منها:
- تمثال أولاف الصغير  [لغات أخرى]‏ (2007)
- Egebergs Ærespris [الإنجليزية]‏ (2006).

## وصلات خارجية
- لارس بيرغر على موقع IMDb (الإنجليزية)
- لارس بيرغر على موقع IBU (الإنجليزية)
- لارس بيرغر على موقع الاتحاد الدولي للتزلج (التزلج الريفي) (الإنجليزية)
- لارس بيرغر على موقع اللجنة الأولمبية الدولية (الإنجليزية)
- لارس بيرغر على موقع أوليمبيديا (الإنجليزية)

- لارس بيرغر في قاعدة بيانات الأفلام على الإنترنت
- لارس بيرغر  على موقع SportsReference  - سبورتس رفرنس